# Uppsalai dóm
Az uppsalai dóm (svédül Uppsala domkyrka) az evangélikus svéd egyház fejének, az uppsalai érseknek a székhelye. A katedrális Uppsala város központjában helyezkedik el. A 13. század végén kezdték meg építését, a 19. század végén neogótikus stílusban restaurálták. 118,7 méter magas tornyával Skandinávia legmagasabb temploma. Eredetileg katolikus templomnak épült, majd a svéd lutheránus egyház vette át. 1536-tól 2001-ig a svéd államegyház központja volt. A svéd uralkodók koronázási temploma volt, amíg ezt a szertartást nem hagyták el.
1435-ben szentelték fel, védőszentjei Szent Erik, Szent Olaf és Szent Lőrinc.

## Története
A ma Gamla Uppsalának nevezett település a 13. századra a térszín emelkedése miatt elvesztette hajózási kapcsolatait és ezzel gazdasági jelentőségét. Ezért a pápától engedélyt kértek és kaptak a püspöki székhely áthelyezésére, annak kiváltságaival és nevével együtt, a kikötővel továbbra is rendelkező közeli Östra Arosba, ami így ezután az Uppsala nevet vette fel. Az ország egyházi központjához méltó új templom építése vált szükségessé, aminek tervezését 1258-ban kezdték meg.
Maga az építkezés 1273-ban indult meg Etienne de Bonneuil vezetésével az akkor divatos gótikus stílusban, de mellette egy sor más neves angol, német, francia építész is részt vett az évszázados munkában. A templomot végül 1435-ben szentelte fel Olov Larsson (Olaus Laurentii) érsek. A tornyok csak az 1500-as évekre készültek el, de gyakran érték őket villámcsapások. 1619-ben a tornyokat az akkor Északon elterjedt holland reneszánsz stílusban építették újjá. 1702-ben csaknem egész Uppsala leégett, vele együtt a dóm is. A Carl Hårleman vezette újjáépítés során klasszicizáló és barokk elemek is megjelentek az épületen.
1886–1893 került sor egy új teljes rekonstrukcióra Helgo Zettervall vezetésével. Ekkor az egész nyugati homlokzatot elbontották, és annak egyes elemeit, így a rózsaablakot újra felhasználva, neogótikus stílusban építették azt újjá. Kicserélték csaknem a teljes külső és belső burkolatot is. A jelentős átépítés akkor is, azóta is sok vitát váltott ki. Az újonnan alkalmazott cement veszélyes helyeken is hullani kezdett, ezért a 20. század 30-as éveitől egészen a 60-as évekig csak védőtető alatt lehetett megközelíteni a bejáratokat. A szükségessé vált javítások során nem csak a cementből készült elemeket távolították el, hanem a templom külső képét egyszerűsítve igyekeztek a korábbi állapothoz közelíteni.
A 70-es években újra felerősödött a vita a templom stílusáról; a szakmai közönség körében a neogótika továbbra sem állt nagy becsben. Komoly javaslatok születtek a templom modern, mégis az eredeti állapotot is felidéző újjáépítésére. Végül azonban az az álláspont győzedelmeskedett, hogy a templom történetéhez hozzátartozik a neogótikus korszak is, és a lakosság ebben az állapotában ismerte és szerette meg templomát, és így csak alapos javításokat végeztek el azon.

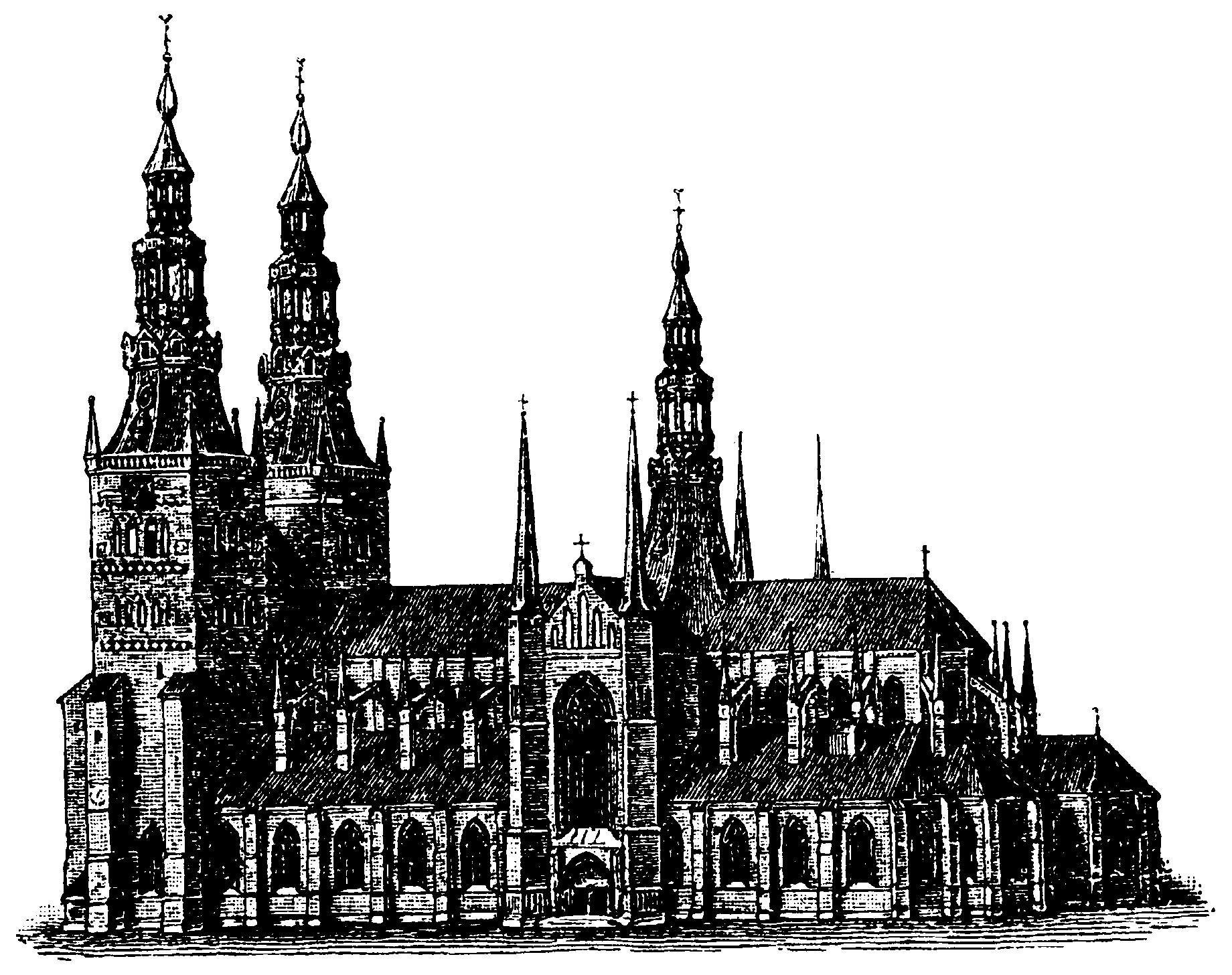
1619–1702, déli oldal
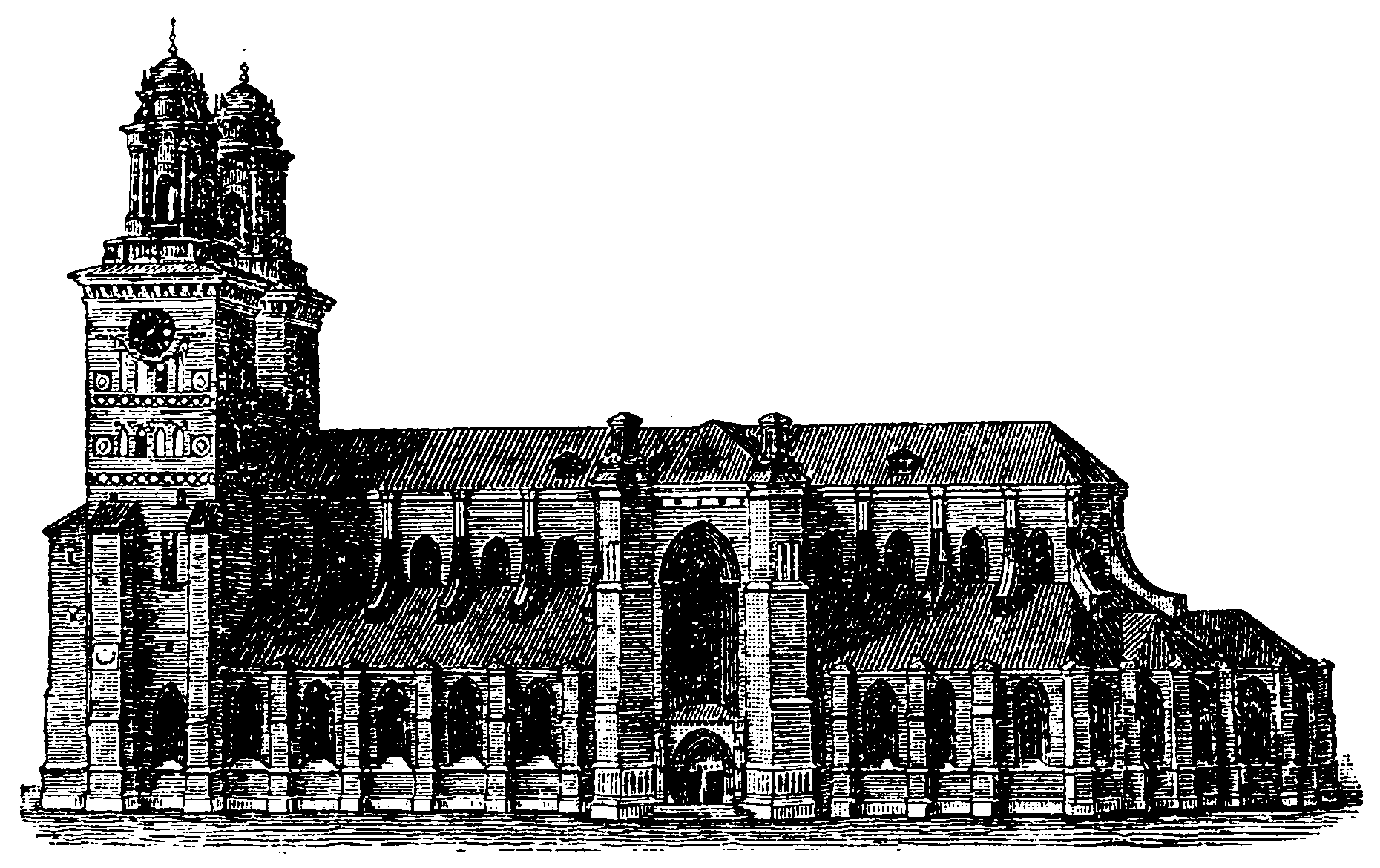
1747–1886, déli oldal
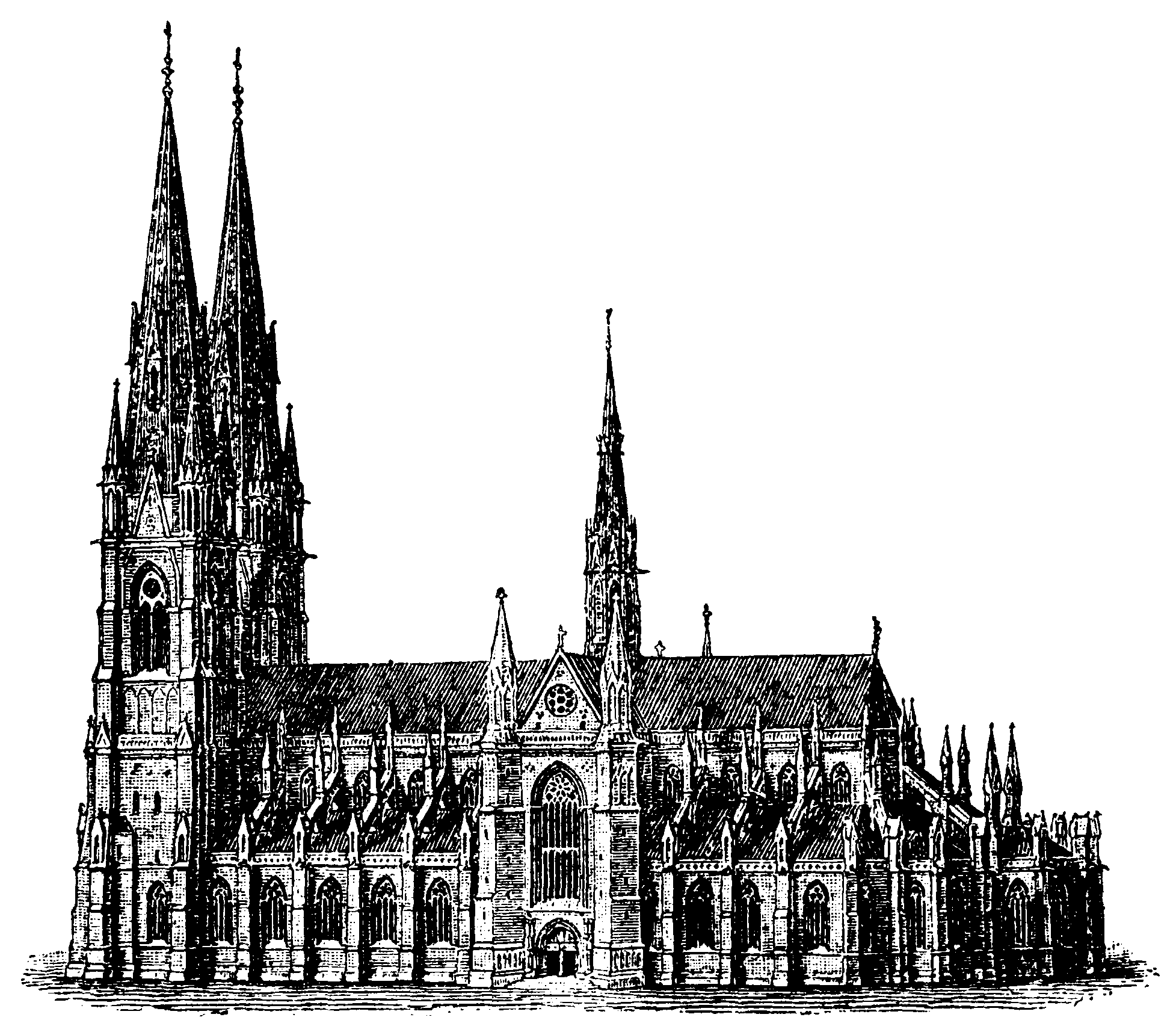
1892, déli oldal
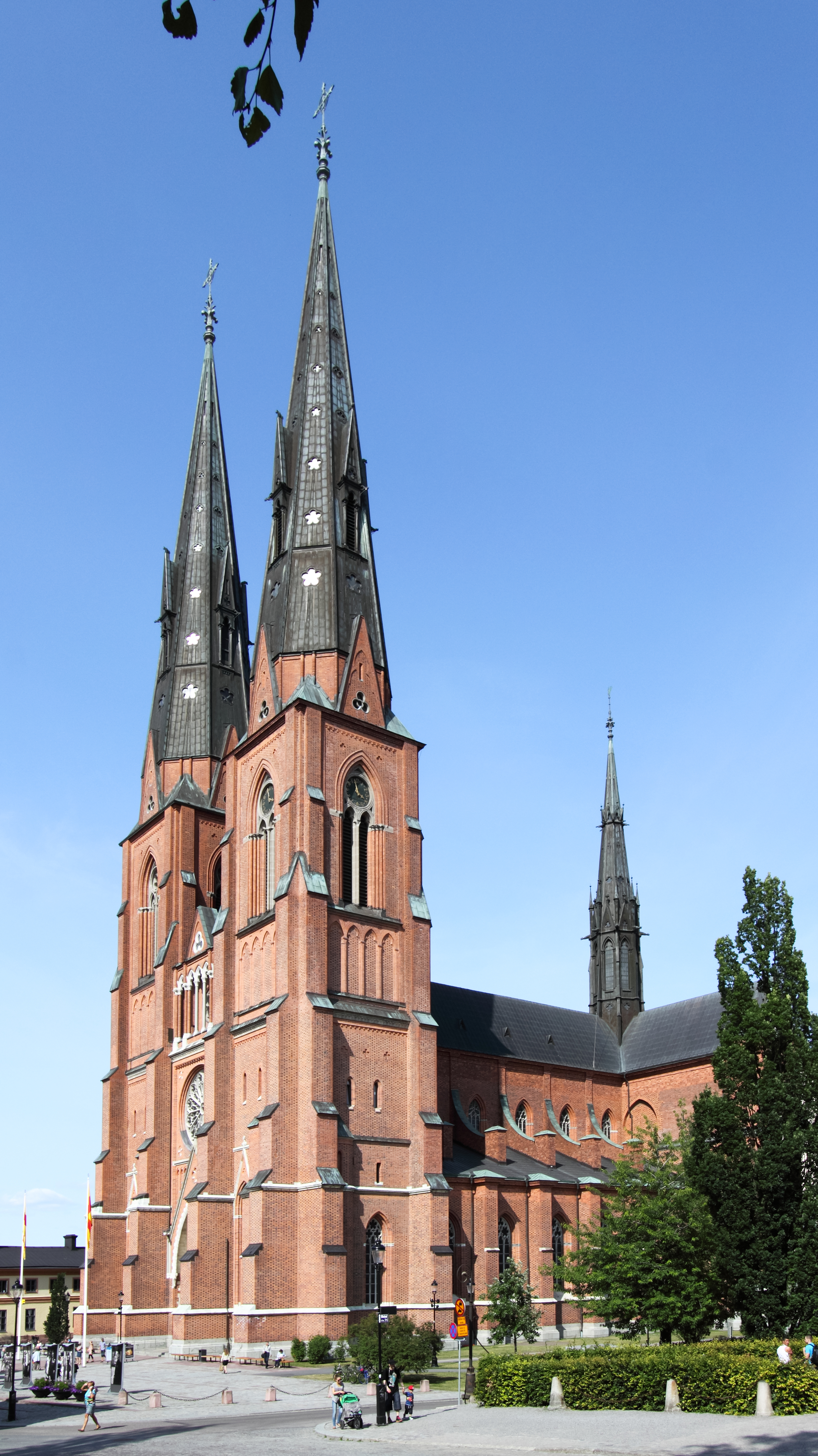
2013, délnyugatról
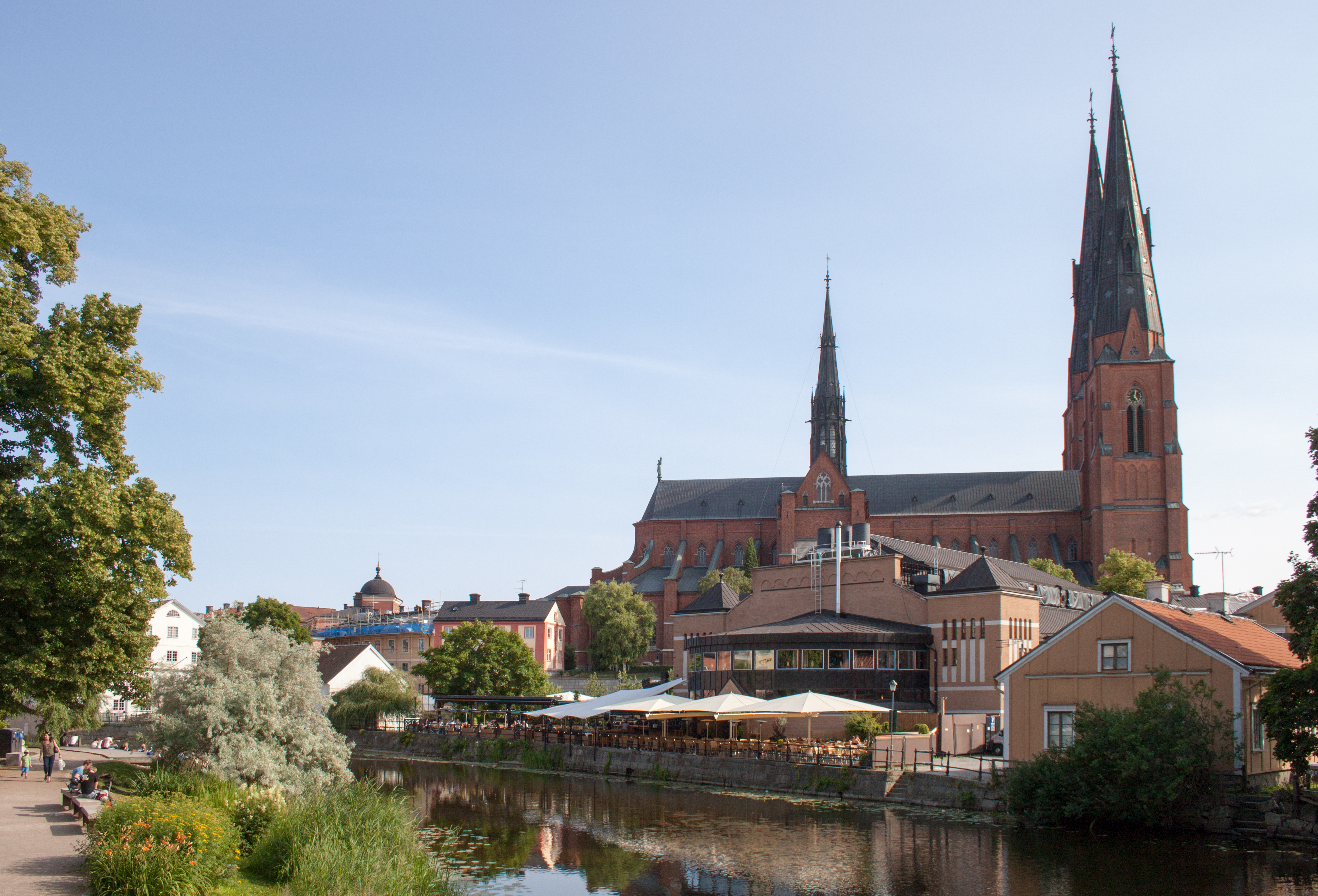
Északról, a Fyris-folyó felől
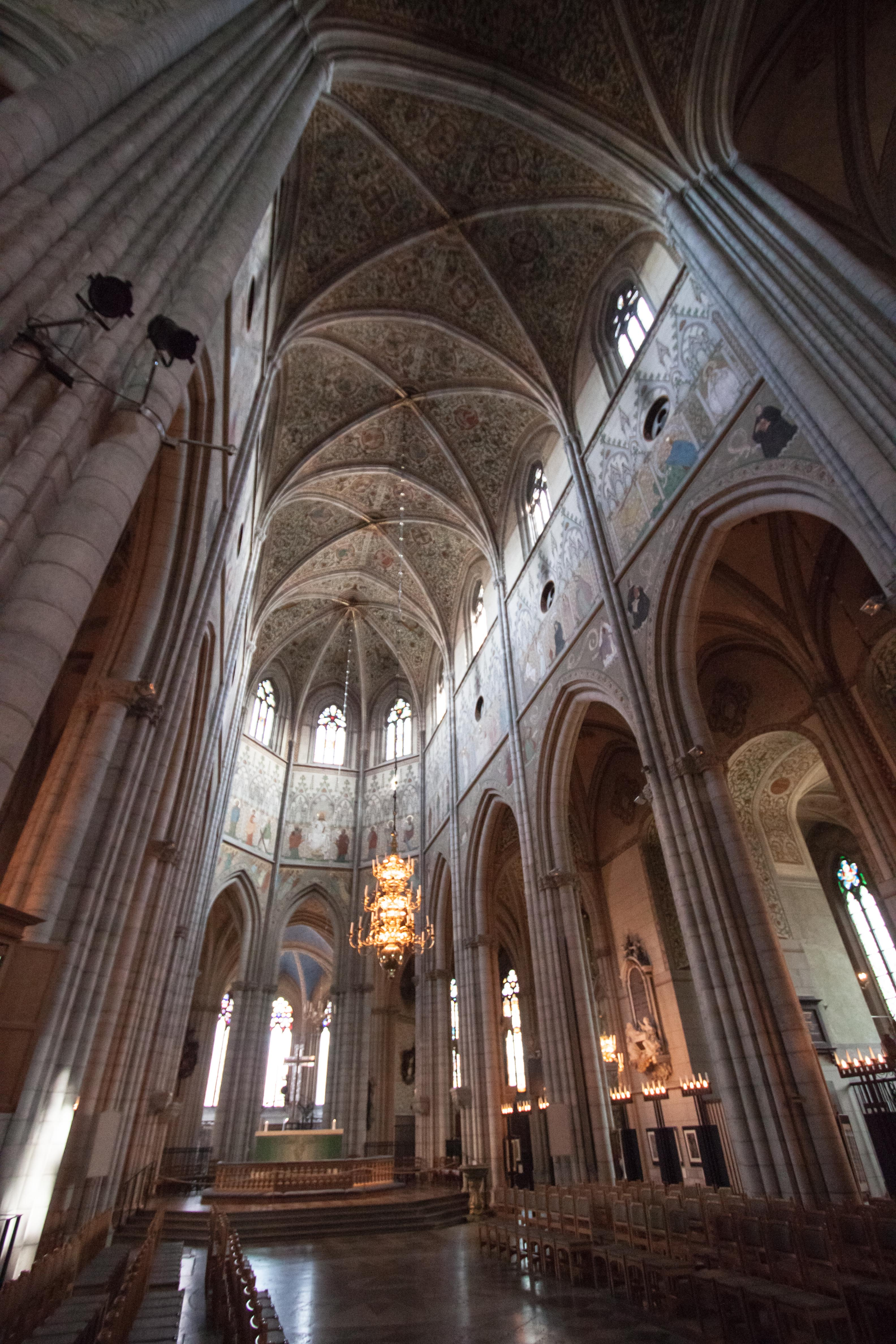
A katedrális belső képe
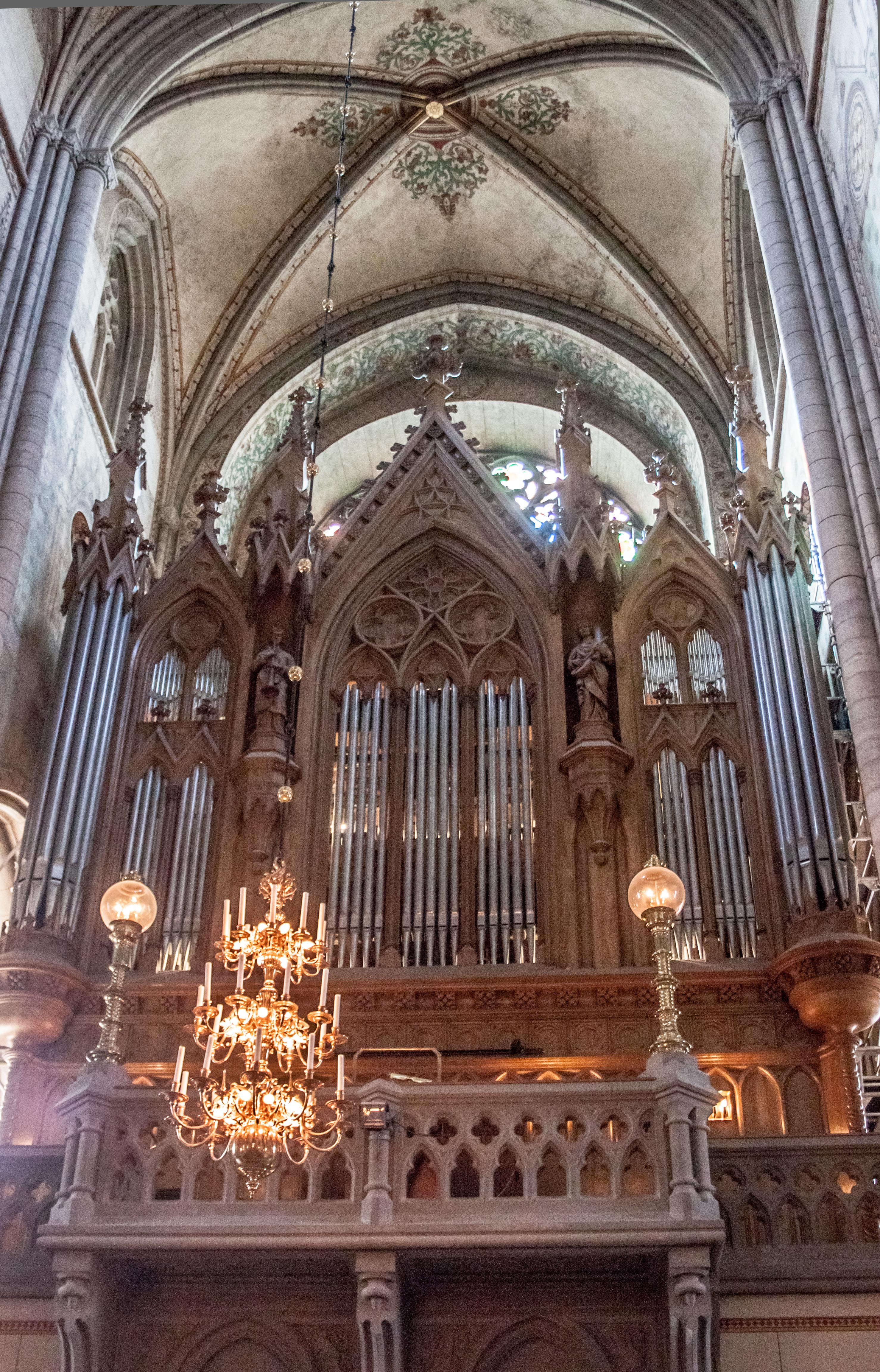
Az egyik orgona
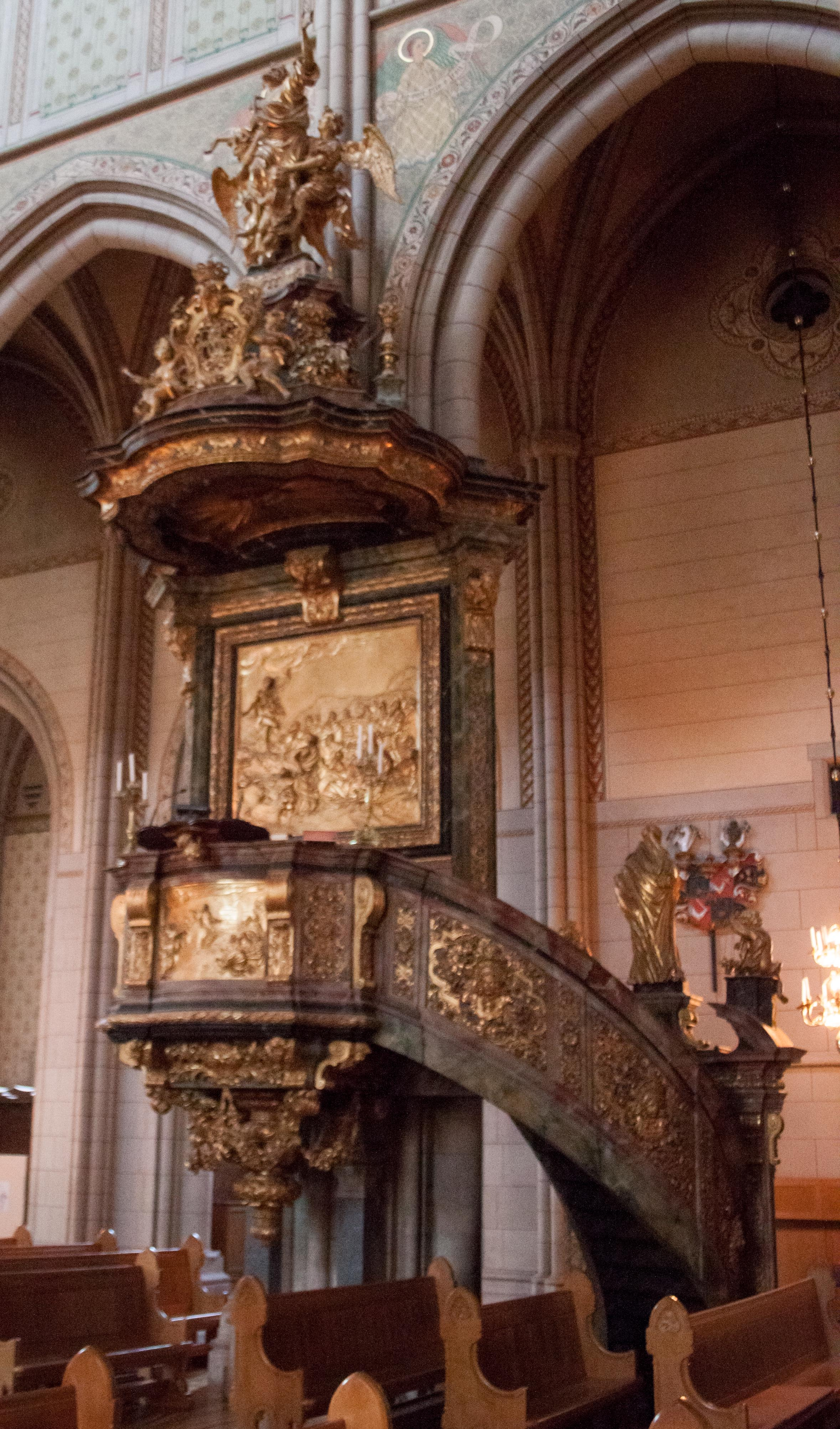
Szószék 1710-ből

## A templom belső berendezése
A dómban evangélikus templomtól szokatlan módon ereklyék is vannak, köztük a legfontosabb a szentté avatott IX. Erik svéd király ereklyetartója. A szószéket az 1703-as tűzvész pusztításai után adományozta a templomnak Hedvig Eleonóra özvegy királyné. A pulpitust ifj. Nicodemus Tessin tervei alapján Burchard Precht készítette. A 19. század végi renováláskor Helgo Zettervall a szószéket is le kívánta cserélni egy gótikus stílusú darabra, de nem volt elég pénz erre, így ez a műalkotás megmenekült.
A dómban négy orgona is van. Jelentős alkotás a szenteltvíztartó is.

### Gustav Vasa síremléke az apszisban
A templom egyik fő nevezetessége I. Gusztáv svéd király síremléke az apszisban. A nagy király három feleségét is itt temették el.

#### Freskók
Az apszis falán, a síremlék körül láthatók Johan Gustaf Sandberg freskói a dinasztiaalapító király életéből vett jelenetekkel.

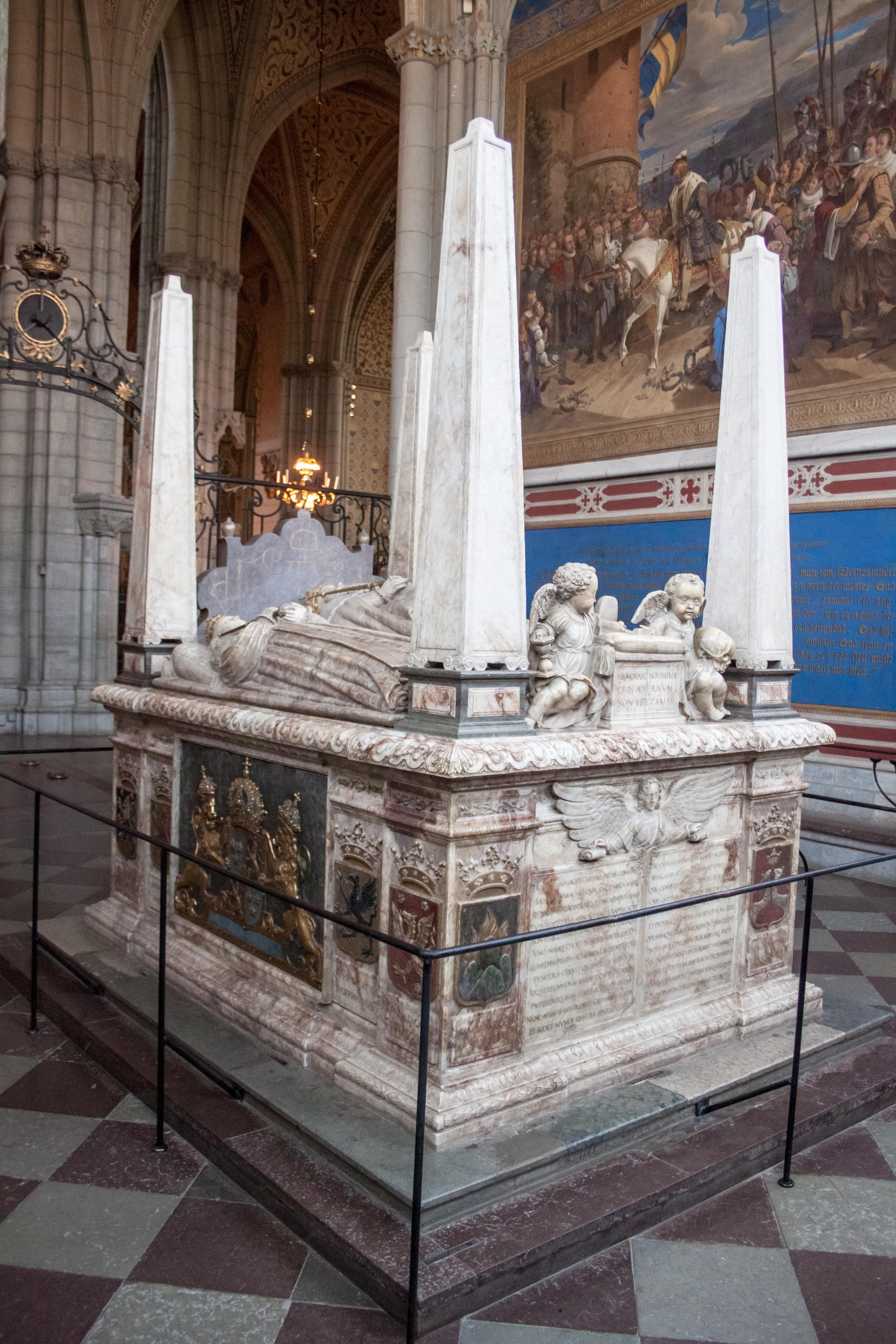
A síremlék
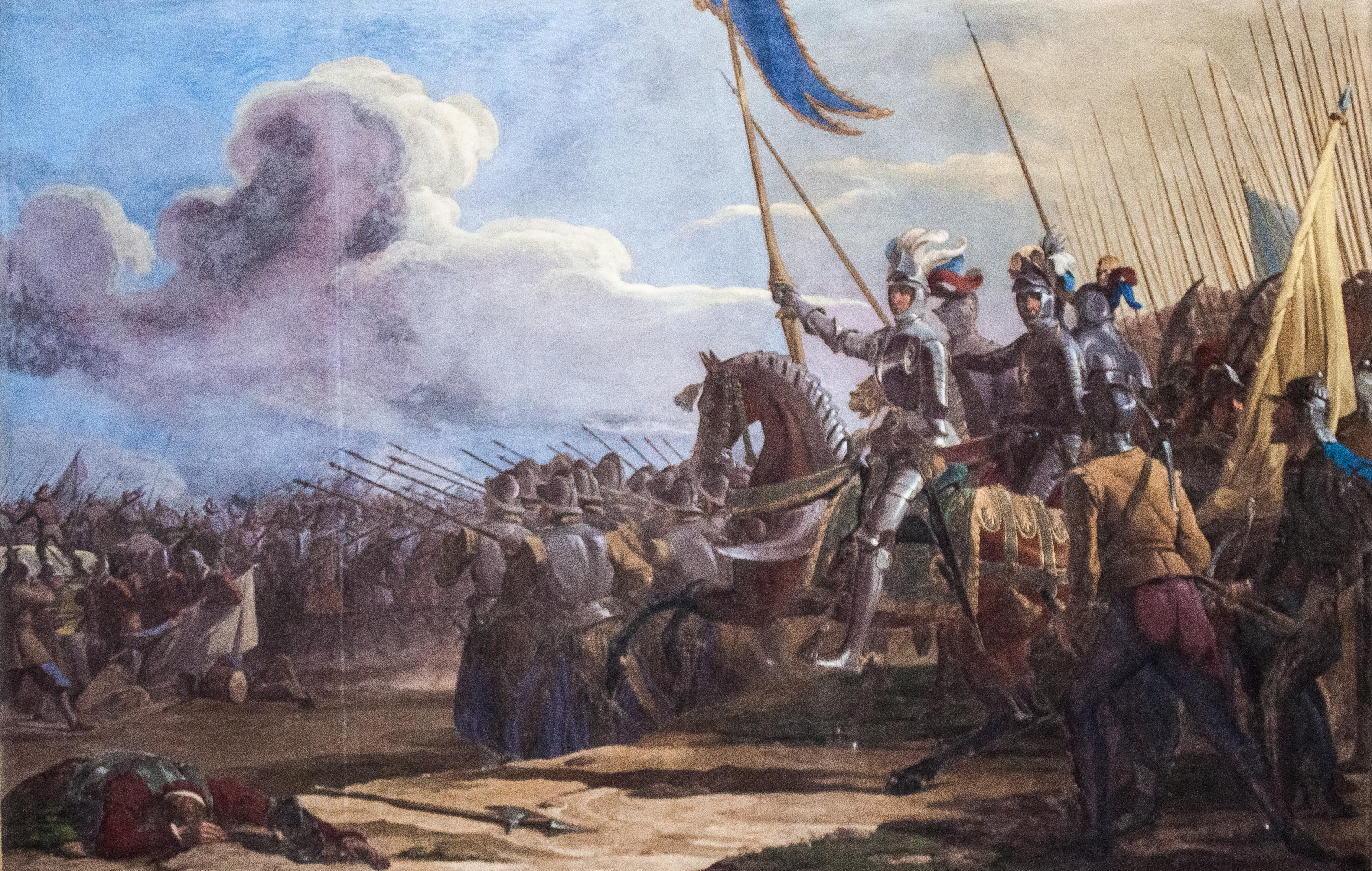
A brännkyrkai csata, 1518
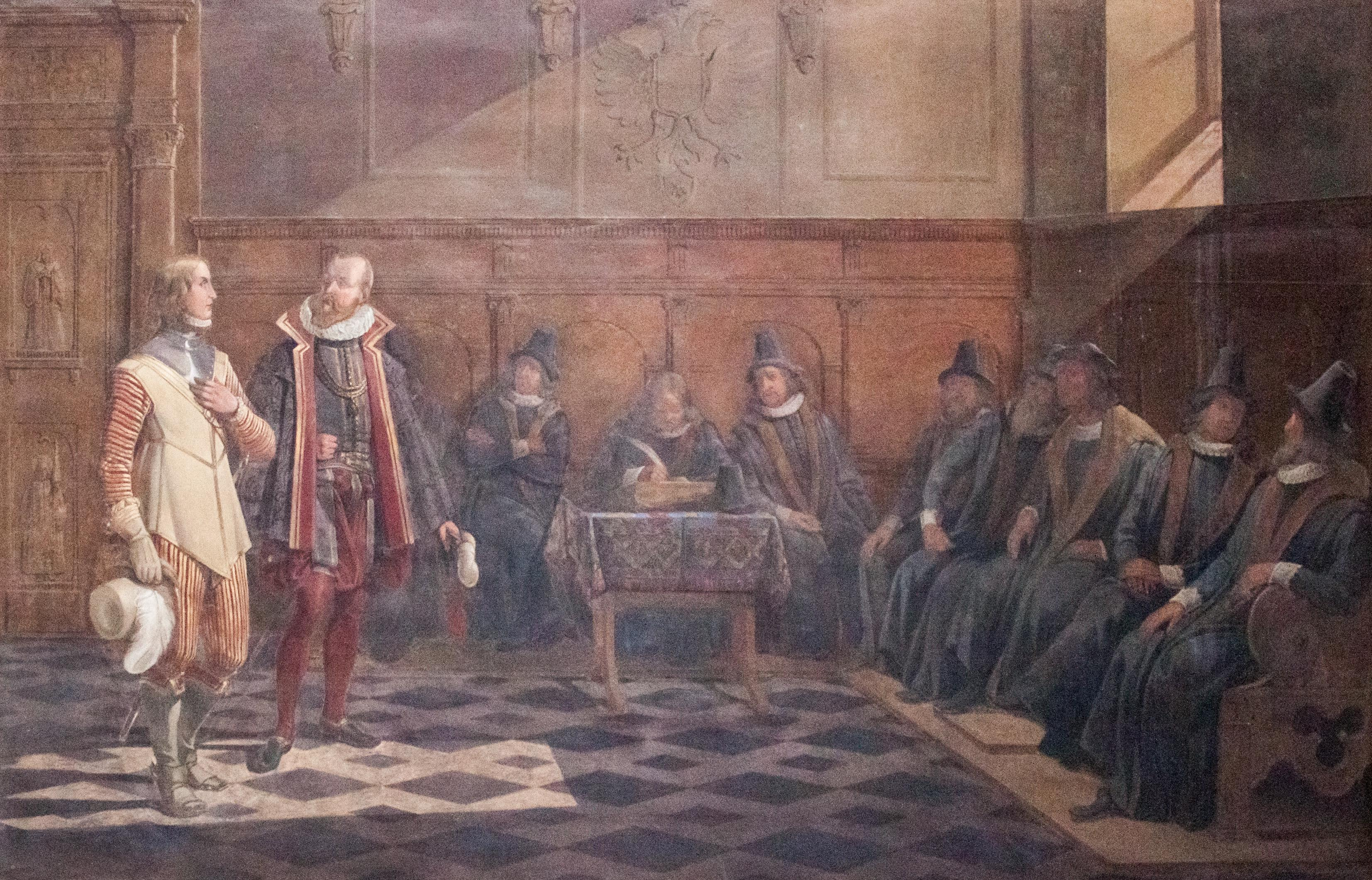
A tanács előtt Lübeckban
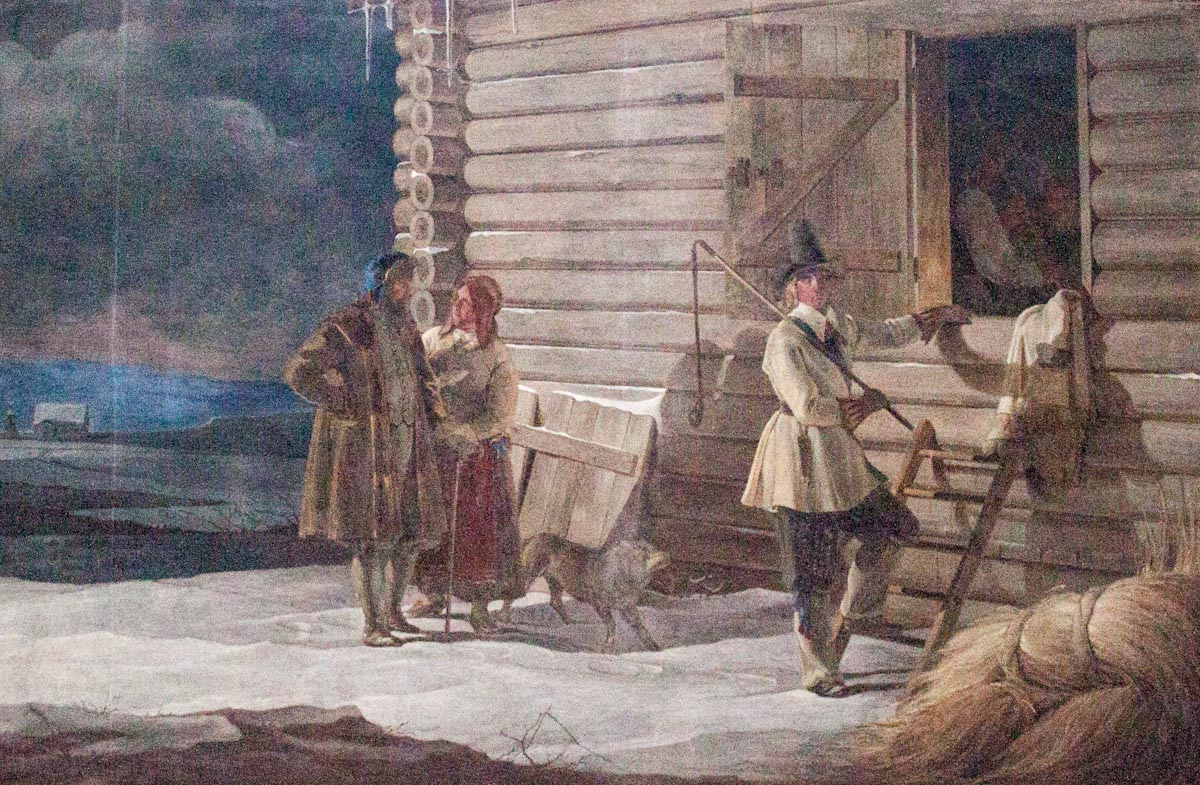
Anders Perssons tanyáján
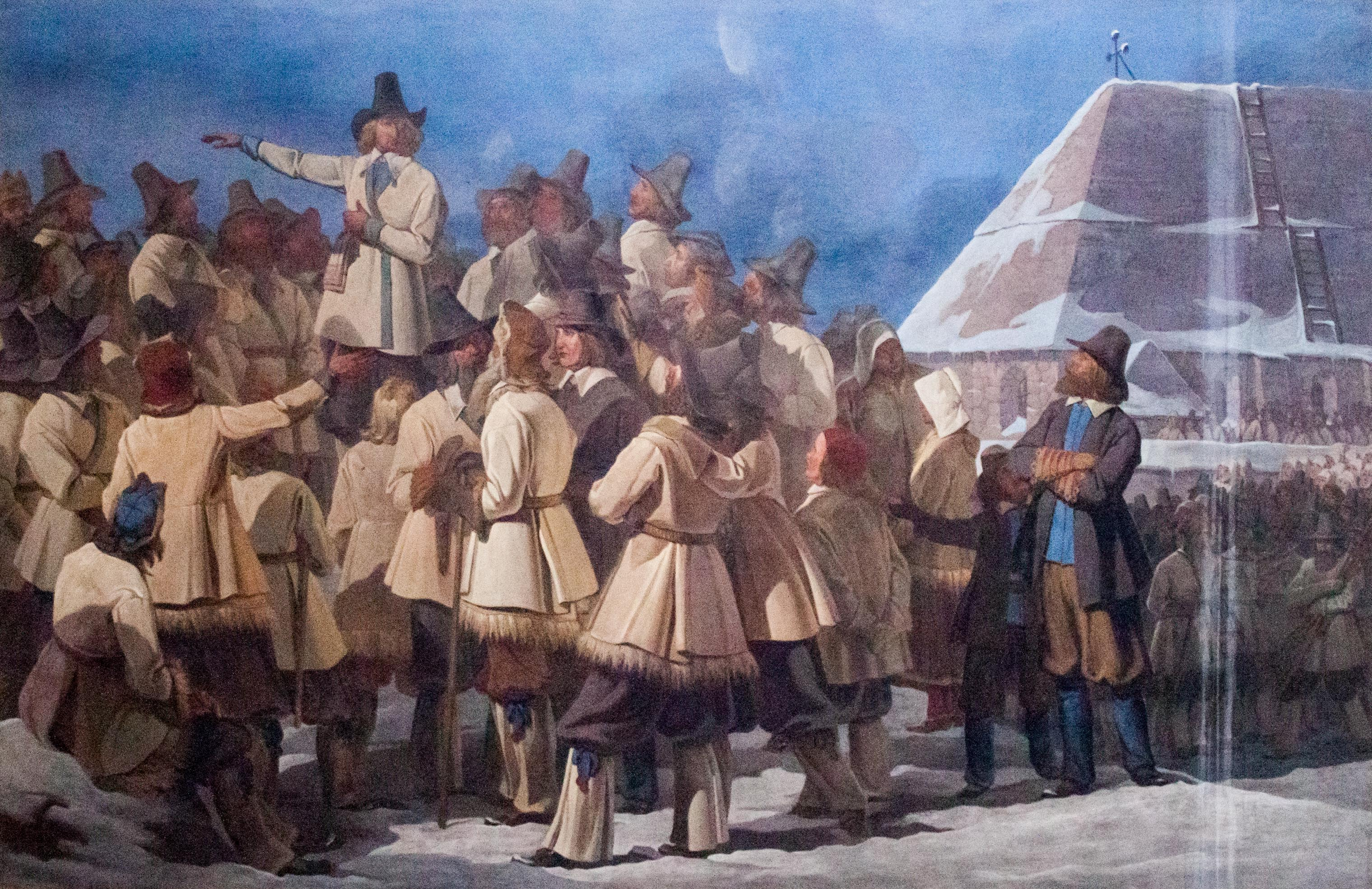
Beszéd a dalaiak előtt
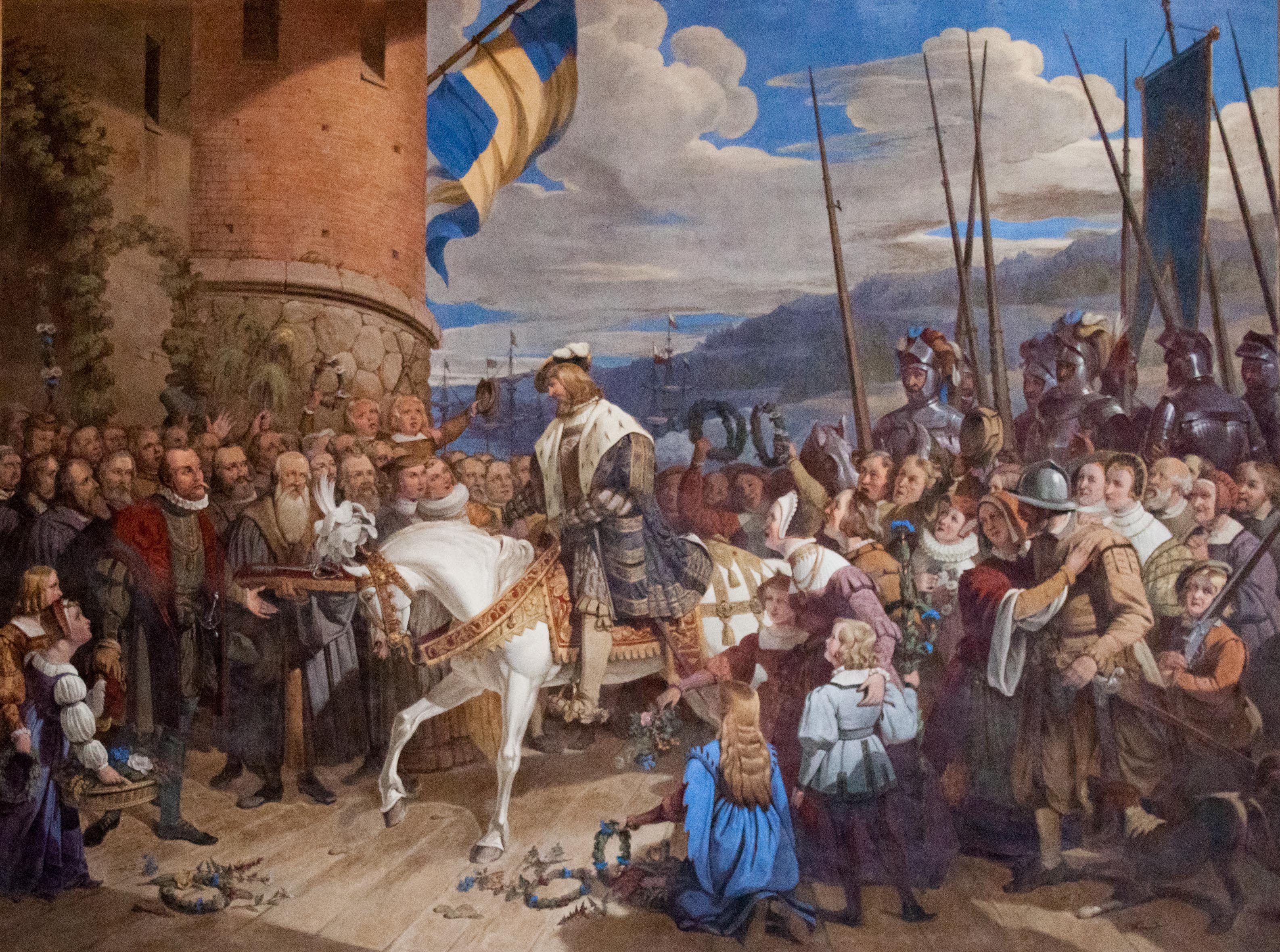
Bevonulás Stockholmba, 1523
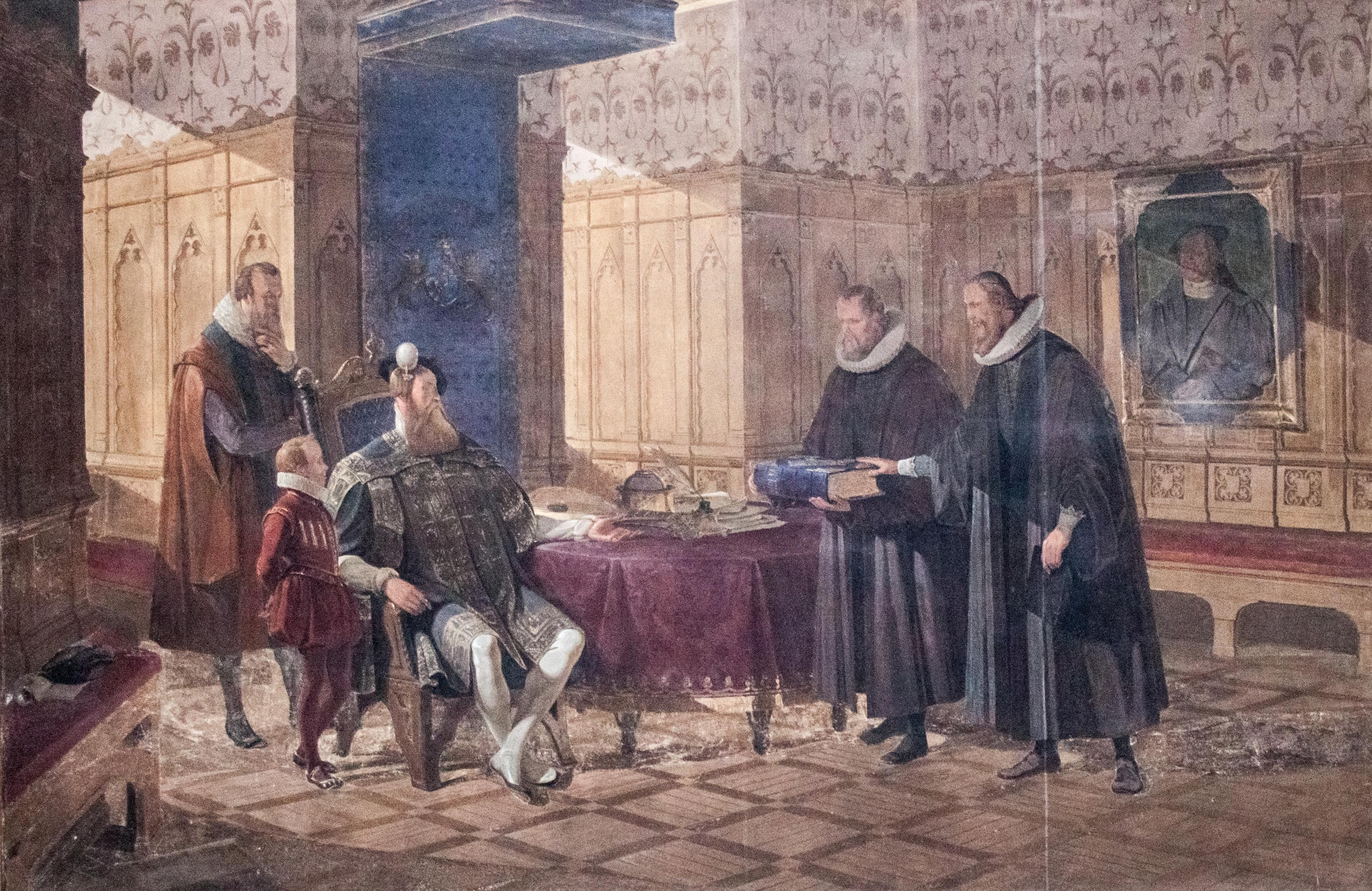
Az első svéd bibliafordítás
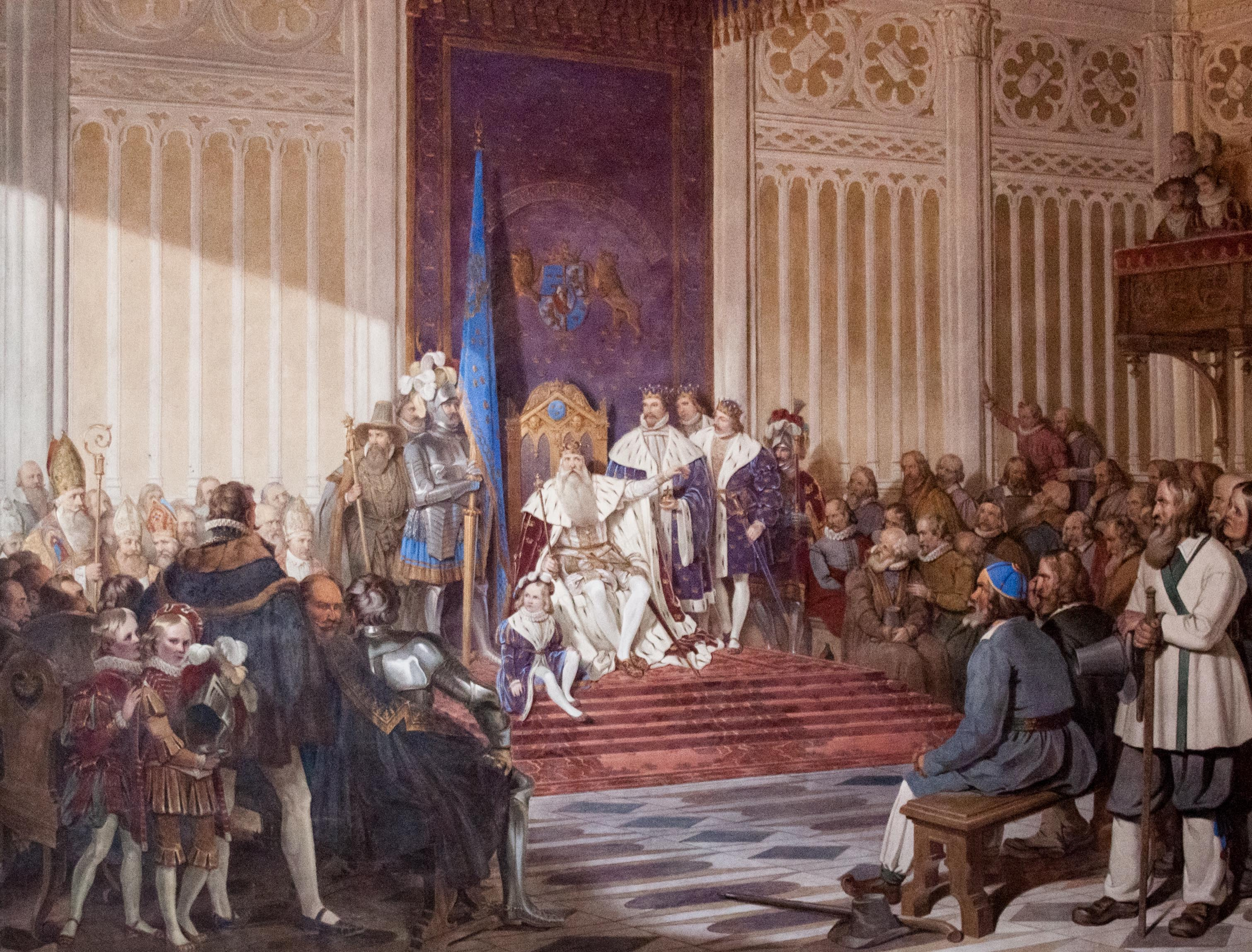
Búcsúbeszéd, 1560

## A katedrálisban eltemetett neves személyek
- IX. Erik svéd király, a későbbi Szent Erik (1156–1160)
- Laurentius Petri, érsek
- I. Gusztáv svéd király, (Gustav Vasa) 1523–1560.
- Katarina av Sachsen-Lauenburg, Gustav Vasa első felesége
- Margareta Eriksdotter (Leijonhufvud), Gustav Vasa második felesége
- Katarina Stenbock, Gustav Vasa harmadik felesége
- III. János svéd király, Gustav Vasa fia 1568–1592.
- Katarina Jagellonica, III. János első felesége
- Gunilla Johansdotter (Bielke af Åkerö), III. János második felesége
- Elisabet Vasa, Gustav Vasa legfiatalabb leánya, Kristóf mecklenburgi herceg felesége
- Gustav av Sachsen-Engern-Westfalen, Gustav Vasa unokája, herceg
- Magnus Stenbock, XII. Károly svéd király egyik legjobb hadvezére
- Carl von Linné, tudós botanikus és a fia
- ifj. Carl von Linné, a tudós fia
- Sara Elisabeth Moræa, Carl von Linné felesége
- Emanuel Swedenborg, svéd misztikus és tudós
- Nathan Söderblom, érsek 1914–1931.

## Fordítás
- Ez a szócikk részben vagy egészben a Uppsala domkyrka című svéd Wikipédia-szócikk ezen változatának fordításán alapul.  Az eredeti cikk szerkesztőit annak laptörténete sorolja fel. Ez a jelzés csupán a megfogalmazás eredetét és a szerzői jogokat jelzi, nem szolgál a cikkben szereplő információk forrásmegjelöléseként.